# Govan Mbeki (gmina)
Govan Mbeki – gmina w Republice Południowej Afryki, w prowincji Mpumalanga, w dystrykcie Gert Sibande. Siedzibą administracyjną gminy jest Secunda.